# الإسلام في تركستان الشرقية

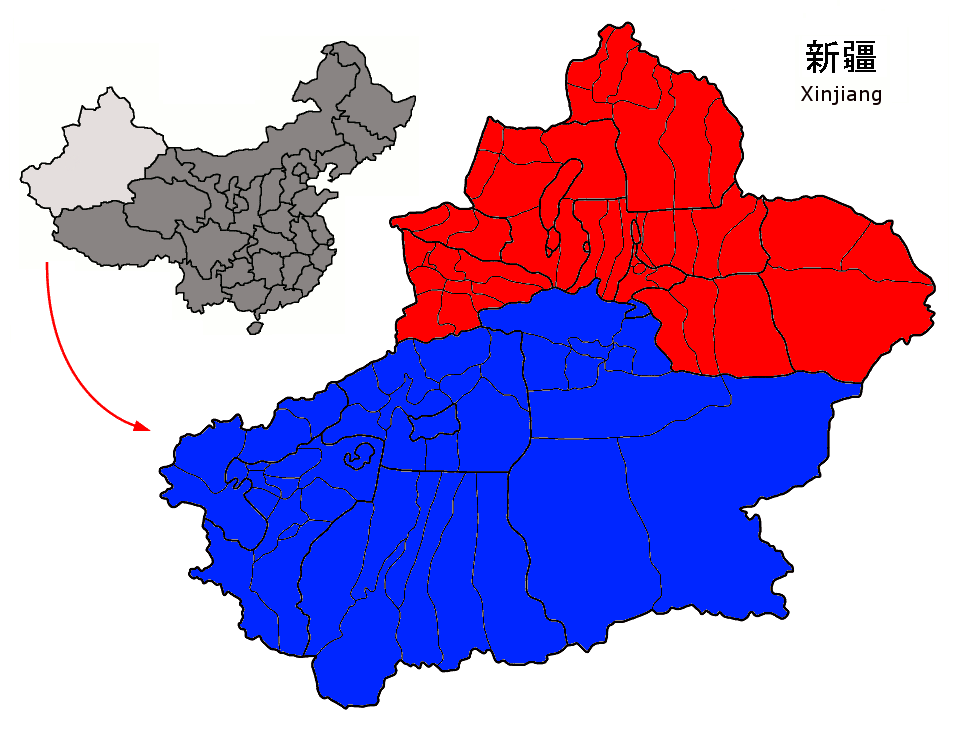
تركستان الشرقية.

استمر التقدم الإسلامي نحو الشرق فعبر وسط آسيا ووصل القائد قتيبة بن مسلم إلى كاشغر غربي التركستان الشرقية مع نهاية القرن الأول الهجري واستمر انتشار الإسلام بالتركستان في عهد الأمويين والعباسيين، وفي العصر العباسي أسلم الخاقان ستوف بوغرا في سنة 232هـ، وتلى ذلك إسلام أبنائه الخواقين موسى وهارون، وهكذا أخد الإسلام يعم المنطقة، وسرت اللغة العربية خلف الإسلام، واستخدمت في ميادين عديدة من الكتابة، وانجبت التركستان الشرقية علماء قدموا للتراث الإسلامي الشيء الكثير، وشهدت هذه المرحلة توسعاً إسلامياً في غربي الصين وحمل لواء الدعوة أبناء التركستان، وأصبح الإسلام الدين الرسمي. ونعم المسلمون بفترة من الاستقرار وخاصة بعد إسلام المغول، وظلت التركستان الشرقية دولة إسلامية مستقلة.

## عدد السكان ونسبة المسلمين
يبلغ عدد سكان إقليم تركستان الشرقية بحسب أرقام الحكومة الصينية حوالي 21 مليون نسمة، منهم 11 مليونا من المسلمين ينتمون أساسا إلى عرق الإيغور، وبعض الأقليات مثل الكازاخ والقيرغيز والتتر والأوزبك والطاجيك.
وبحسب الإحصائيات الرسمية نفسها، يبلغ عدد السكان من أصل «الهان -» وهو العرق المسيطر في الصين - تسعة ملايين نسمة، أي حوالي %40 من سكان الإقليم، مع أنهم كانوا يمثلون %10 فقط في منتصف القرن العشرين.
ويبلغ عدد المسلمين من قومية القيرغيز أكثر من مليون ومئة ألف مسلم حسب إحصاء رسمي عام 2000.
وهذا التضخم لأن الحكومة الصينية تقوم بإتباع خطة التهجير والإحلال في إقليم تركستان الشرقيةلجعل المسلمين أقلية هناك ثم إغراق الأقلية بالتفاصيل من غذاء ودواء ورعاية صحية.
ففي كل يوم تقوم الصين باستقدام أشخاص من الهان وتوطينهم في تركستان وتهجير المسلمين من هناك

عام 1949 كان الإيغوريون يمثلون %80 من سكان إقليم تركستان الشرقية الذي كان يضم إلى جانب قومية الأويغور قوميات متعددة مثل الطاجيك، والمغول، والأوزبك، والقيرغيز، والتتار، ولم تكن في ذلك الوقت قومية الهان الصينية تمثل أكثر من 6%.

## تاريخ
تسكن الشعوب التركية في كل من تركيا وتركستان، الدولتان اللتان تتكلمان اللغات التركية. وكلا الشعبين التركي والتركماني ينحدران من نفس المجموعات العرقية (بالإضافة إلى مجموعات أخرى كثيرة في آسيا الوسطى) التي بدأت تنتشر في آسيا الوسطى وغرب الصين في القرن السادس قبل الميلاد. ويقع الأتراك في تركيا في أقصى الغرب من هذه المجموعات العرقية. على مدى آلاف السنين، تباينت المجموعات إلى حد ما في كل من اللغات والعادات، ولكنها متشابهة إلى حد كبير في العديد من النواحي الأخرى.
فتحت معركة معركة ملاذكرد عام 1071م الطريق الذي جعل في نهاية المطاف ما أصبح اليوم يُسمى بتركيا والإمبراطورية العثمانية قبلها لتصبح تركيا. استغرق الأمر من السلاجقة، وبعد ذلك العثمانيين، عدة قرون لاستكمال الفتح، حتى فُتحت القسطنطينية عام 1453م وإمبراطورية طرابزون الأقل شهرة، في عام 1461م.

الدولة السلجوقية في أقصى اتساعها عام 1092، بعد وفاة السلطان جلال الدولة ملك شاه.

جاء الأتراك السلاجقة إلى تركيا من تركمانستان، أو عن طريق تركمانستان، ويشترك التركمان والأتراك في تاريخ واحد قبل انهيار الدولة السلجوقية. أما عرقيا، فهم على حد سواء أحفاد قبائل الأوغوز، ويشتركون في نفس اللغة، مع اختلاف طرق النطق بها. وكانت النصوص القديمة للغة التركية مكتوبة بالأحرف العربية ودخلت بعض الكلمات الفارسية أو العربية على اللغة. أما الآن، بعدما تحولت تركيا إلى الأبجدية اللاتينية، فلا يمكن أن ترى هذا التشابه بذلك الوضوح.
انفصل الشعبان والدولتان قبل قرون عديدة، ولذلك هناك العديد من الاختلافات الثقافية بينهما، ولكنهما يريان بعضها البعض كدول شقيقة، حيث دولة أذربيجان هي أختهما الثالثة. والشعوب في تلك الدول الثلاث هم بالضبط نفس الناس. كان الرجال الذين أسسوا الإمبراطوريتين السلجوقية والعثمانية قبائل تركمانية. وكانت تركيا هي الهجرة الغربية للقبائل التركمانية (الأوغوز)، فانتقل معظم الأوغوز وجائوا إلى تركيا، ولكن فضل بعضهم البقاء في تركمانستان.
بعد غزو الروس في نهاية القرن 19 ومن بعده الاتحاد السوفياتي، فقدت الشعوب التركمانية في آسيا الوسطى الاتصال بالدول المجاورة، وتكيفت مع ما يسمى بالثقافة «السوفياتية». وفي المقابل، تكيفت تركيا مع طريقة الحياة الأوروبية.
معظم الأتراك الحديثين في تركيا اليوم لا يزالون يعتبرون أنفسهم تركمان على الرغم من نسيانهم جذورهم (أجداداهم). جاء العديد من التركمان في عدة أمواج من الهجرات، وكانت أكبر الهجرات في الأيام الأولى للهجرة إلى الأناضول خلال القرن 11.
لغة تركمانستان هي التركمانية، التي تنتمي إلى نفس المجموعة اللغوية مثل التركية والأذرية - لغات الأوغوز التركية. وهي قريبة من التركية بنفس الطريقة التي بها الهولندية قريبة من الألمانية أو الروسية قريبة من الأوكرانية. كما أن كلا البلدين مسلمان سنيان، ولكنهما علمانيان نسبيا، وذلك لأسباب مختلفة، فتركيا علمانية بسبب أتاتورك وتركمانستان علمانية لأنها كانت جزءا من الاتحاد السوفيتي، وهو بلد شيوعي علماني.
بقي التركمان الباقين في إيران هناك وأصبحوا «الأتراك الأذربيجانيين» اليوم، حيث أن الأذربيجانيين هم أيضا أتراك من فرع الأوغوز، وبالتالي هم أيضا تركمان. وتلك الشعوب الثلاثة هي شعوب تركية أوغوزية وليس لديهم اختلافا كبيرا مع بعضها البعض. يتكلمون نفس اللغة على الرغم من أن هناك تأثير ألماني وفرنسي في تركيا. بينما هناك تأثير روسي عند التركمان. وهم جميعا أبناء أوغوز وتوزعوا عبر الهجرة إلى مناطق أخرى. هناك قبائل أخرى مثل تتار القرم، وتتار ليبكا (ليتوانيا وبولندا)، هم جزء منه كذلك ولكن لا يزال الأتراك والتركمان والأذريون يتقاسمون المزيد من المشاعات الأوغوزية.

### المسلمون أثناء العهد المنشوري
جاء حكم المنشوريين للصين، وقسمت التركستان إلى مقاطعتين، شمالية عرفت بجونغاريا، وجنوبية عرفت بكاشغر وسموها (سينكيانج) أي المقاطعة الجديدة.

### العهد الشيوعي
ارتكبت فيه القوات الشيوعية العديد من المجازر بحق المسلمين وقاموا بالتضييق على المسلمين في جميع النواحي فتوالت الانتفاضات من مسلمي التركستان الشرقية ورفض المسلمون الحكم الصيني، وقاموا بعدة ثورات أهمها ثورة تركستان (1931)، وثورة غولجا.
وأعلن شعب تركستان الشرقية استقلال تركستان وقيام جمهورية تركستان الشرقية الأولى فقضى الصينيون عليها. ثم مالبث المسلمون أن أعلنوا قيام جمهورية تركستان الشرقية الثانية التي استمرت خمس سنوات ثم قضى عليها الشيوعيون الصين والروس.

## المسلمون تحت حكم الصين الحديثة
في يوم 1 أكتوبر / تشرين الأول من عام 1949 أعلن زعيم الحزب الشيوعي الصيني ماو تسي تونغ تأسيس جمهورية الصين الشعبية، وضم منطقة تركستان الشرقية للجمهورية الوليدة بالقوة وأطلق عليها الاسم الصيني «شنغيانغ.»
ومنذ ذلك الوقت تعمل الصين على طمس كافة المظاهر الإسلامية في تركستان الشرقية تمهيدا لإذابة أبنائها في بوتقة المجتمع الصيني وهذا ما يفسر انتشار محال بيع الخمور وأماكن اللهو والنوادي الليلية التي يديرها ويرتادها أبناء قومية الهان.
أما عن نظرة الحكومة الصينية للدين في هذا العصر:
تحصر الحكومة ممارسة الشعائر الدينية في أماكن العبادة المُعتمدة رسميا فقط. تُدقق الحكومة في النشاطات، وتفاصيل الموظفين، والسجلات المالية للهيئات الدينية، وتتحكم في تعيين الموظفين، وفي المنشورات، ومناهج المدارس التعليمية.
تقول قيادات الحزب الشيوعي الحاكم أن على القيادات الدينية «إخضاع الدين للقومية الصينية» ليضمنوا إسهام العبادة في تحقيق الوحدة الوطنية.

### مجازر الصين ضد المسلمين
هي عدة مجازر ارتكبتها القوات الشيوعية وحلفائها في الصين ضد المسلمين المتواجدين في الصين.
ابتدأت تلك المجاز عام 1949 مع وصول الشيوعيين للحكم في الصين.
في عام 1949 قامت الحكومة الشيوعية بارتكاب مجزرة ضد المسلمين الأويغور راح ضحيتها مليون مسلم. بعد تمكن التحالف الصيني روسي من إسقاط جمهورية تركستان الشرقية الأولى قامت الحكومة الصينية بإعدام كامل أعضائها مع عشرة آلاف مسلم.

### أبرز مجازر الصين ضد مسلمي تركستان
- مجزرة كاشغر عام 1966 قتل فيها أكثر من خمس وسبعين ألف قتيل من المسلمين. نفذت القوات الصينية المجزرة أثناء استقبال المسلمين لشهر رمضان.[15]
- مذبحة مسجد خان أريق بمدينة خوتان بتاريخ 28 يونيو 2013 سقط خلالها 200 مسلم.
- مذبحة مدينة أقسو بتاريخ 14 فبراير 2014 قتل فيها 11 مسلما على يد القوات الصينية بتهمة محاولة الهجوم على الشرطة دون تقديم أدلة.[16]
- مجزرة خوتن ناحية وقعت في 2014 وقتل فيها أكثر من 5500 قتيل.[17]
- مجزرة يلكيكي وقعت في 20 آب 2013 وراح ضحيتها 26 مسلم حسب التصريح الحكومي.[18]
- مجزرة بارين حدثت عام 1990 راح ضحيتها المئات من المدنيين المسلمين حسب الناشطين وستين مسلم حسب الحكومة الصينية.[19][20]

### التجارب النووية
تتهم منظمات دولية الحكومة الصينية بإجراء أكثر من أربعين تجربة نووية شمال الإقليم مما أدى إلى إصابة العديد من سكانه بالإشعاعات النووية وانتشار الأمراض وتلوث التربة والهواء.

### أوضاع المسلمين اليوم
أما عن أوضاع المسلمين في الصين في القرن الحادي والعشرين:
1. المساجد: كان بتركستان 16 ألف مسجد قبل الحكم الشيوعي ويصل عددها حاليا إلى 9 الآف مسجد. قامت الصين خلال العقدين الماضيين بإغلاق أكثر من ستة آلاف مسجد، وتسريح عشرات الآلاف من الأئمة الإيغوريين، وحظر استخدام الحروف العربية في الخطابات الرسمية، وإخضاع المؤسسات التعليمية للمناهج الصينية دون أدنى اعتبار لخصوصية الإقليم الدينية والعرقية.[5]
2. الحجاب الإسلامي: وقد اعتقلت الحكومة الصينية بعض النساء الملتزمات بالحجاب الشرعي في تركستان الشرقية.[22]
3. الصيام: يمنع الحزب الشيوعي الصيني الصوم في المؤسسات الحكومية وكذلك يمنع الطلاب من الصيام منذ فترة طويلة.[23] وقال الأويغوريون في إقليم تركستان إن الحكومة الصينية منعت كامل المسلمين من الصوم بعكس ما يشاع في الإعلام بأن المنع مختص بالموظفين والطلاب فقد كانت قوات الأمن الصينية تتفقد البيوت المضاءة في وقت السحور. وكان يتم الاعتداء على الأسر الفقيرة الصائمة التي لا تملك أصلا وظائف.[24]
4. طلبت الحكومة الصينية من مسلمي الأويغور تسليم كل شيء بحوزتهم له علاقة بالإسلام وفي مقدمتها المصاحف وأن أي مخالفة فإنه ستنفذ بحقه أشد أنواع العقاب.[25]
5. حملات العنف ضد المسلمين: تعرض المسلمون في الإقليم لحملات عدائية عرقية وأحداث عنف مرات عديدة خلفت عددا كبيرا من القتلى والجرحى، منها اضطرابات أورومتشي في يوليو 2009. ويضاف لما سبق أحكام قضائية قاسية على خلفية اتهامات بالإرهاب، مثل أحكام صدرت في يونيو/حزيران 2014 بالسجن على 113 شخصا لمدد تتراوح بين عشر سنوات ومدى الحياة بتهم تتعلق بالإرهاب، وتعدد الزوجات والمخدرات وغيرها وهي تهم باطلة كما يقول الناشطون.[26] وحملت الحكومة الصينية الناشطة ربيعة قدير مسؤولية اضطرابات أورومتشي في يوليو 2009.[27] المسلمون الصينييون مسلمون حريصون على دينهم قابضون عليه متمسكون به لكن تنتشر بينهم الأحكام والعقائد المغلوطة نتيجة عزلهم عن باقي مسلمي العالم وسيطرة الحزب الشيوعي على كافة الأمور الدينية فقد قال إمام مسجد نوجي بأنهم في يوم الجمعة يصلون صلاة الجمعة ثم صلاة الظهر ست عشرة ركعة.[28]
6. قام الشيوعيون بتسهيل سفر واستقرار غير المسلمين في المناطق الإسلامية، فانخفضت نسبة المسلمين إلى 60%، وهاجر العديد منهم إلى تركيا وإيران والمملكة العربية السعودية وبعض الدول الإسلامية في جنوب شرقي قارة آسيا.

### حملة ضد منتجات الحلال
في أكتوبر 2018، أطلقت الحكومة الصينية حملة ضد منتجات الحلال في أرومتشي عاصمة إقليم شينجيانغ، لوقف السلوك الإسلامي في الحياة وفرض طرق علمانية بحجة إيقاف تغذية التطرف.

## ثورات المسلمين ضد الشيوعيين
منذ دخول القوات الصينية لتركستان ومحاولة ضمها للصين قام المسلمون بعدة ثورات للحصول على الاستقلال تمكنوا من إعلان جمهورية مستقلة في مرتين قبيل منتصف القرن العشرين

ومن أبرز الثورات ثورة تركستان (1931) التي لم تستطع الحكومة الصينية إخمادها واستعانت بالقوات الروسية وأظت هذه الثورة إلى قيام جمهورية تركستان الشرقية الأولى.

## أوضاع المسلمين في وسائل الإعلام
تفرض الحكومة الصينية حظرا إعلاميا على هذا الإقليم فمعظم الأخبار التي تظهر الوجه الحقيقي لقمع الحكومة الصينية لشعب الإقليم لا يستطيع أحد إيصالها هذا ما تقوله قنوات الإعلام العالمية.
رغم ذلك قامت بعض المؤسسات الحقوقية والقنوات الإعلامية ببيان شيء من الحقائق هناك ومنها:
- في عام 2015 صرحت أورسولا جوتيير وهي صحفية فرنسية بأن السلطات في بكين تتخذ من هجمات باريس ذريعة لمحاربة الأويغور المسلمين في تركستان الشرقية فقامت الصين بطردها وطالبتها بسحب المقال المنشور كما تم تهديدها بالقتل.[34]
- قامت منظمة هيومن رايتس ووتش بإعداد تقرير مفصل يتحدث عن أوضاع مسلمي تركستان الشرقية ويستند التقرير الذي صدر بعنوان " ضربات مدمرة: القمع الديني للويغور في تركستان الشرقية، الذي جاء في 114 صفحة، على وثائق حكومية وحزبية تم كشفها سابقاً، إضافة إلى القوانين المحلية وإحصاءات الصحف الرسمية والمقابلات التي تم إجراؤها فيتركستان الشرقية أو ما تسميها الحكومة الصينية تشينغ يانغ.[35]
- أعدت قناة الجزيرة ملفا خاصا في مجلة الجزيرة تحدث الملف عن الصراع بين الحكومة الصينية وسكان الإقليم في محاولة الحكومة لفرض الهوية الصينية على سكان الإقليم المسلمين.[36]

## ردود الفعل الدولية
هناك تجاهل دولي كبير على ما تقوم به الحكومة الصينية من قمع وإعدامات واعتقال للمسلمين من سكان تركستان الشرقية ومن احتلال لأراضيهم.
تظاهر ببروكسل عدد من المعترضين على سياسة بكين في تركستان الشرقية وردد المحتجون هتافات من قبيل «الحرية للأويغور»، رافعين أعلام تركيا وتركستان الشرقية ولافتات كتبت عليها عبارات مثل «الساكت عن الحق شيطان أخرس»، و«أوقفوا الظلم في تركستان الشرقية».
مظاهرات واسعة شهدتها تركيا عام 2015 ونظم المحتجون تظاهرة أمام القنصلية الصينية في إسطنبول شارك فيها العديد من منظمات المجتمع المدني ومنظمات حقوقية، واتحاد شباب حزب العدالة والتنمية.
كما نظمت احتجاجات في ولايات إزمير وقيصري وقونية وكوتاهية وطرابزون، إضافة إلى أغلبية المدن التركية، ندد خلالها المشاركون بالظلم الواقع على المسلمين بإقليم تركستان الشرقية.

### انتقادات من الأمم المتحدة
انتقد مقرر الأمم المتحدة الخاص بحرية الأديان حكومة الصين لممارستها سياسة «قمعية» تجاه مسلمي الأويغور في إقليم تركستان الشرقية، وروى «قصصا مزعجة» عن مضايقات وترويع لتلك الأقلية.
وقال آينر بيليفيت - وهو محقق في قضايا حقوق الإنسان - أثناء إفادة صحفية، إن تصرفات الصين ضد الأويغور «مشكلة كبيرة.»
وأضاف " استمعت إلى قصص مزعجة للغاية عن مضايقات على سبيل المثال وترويع أثناء شهر رمضان.

## التعليم الإسلامي
كان التعليم الإسلامي ناهضاً قبل أن تقع التركستان تحت الاحتلال الصيني، وكانت الأوقاف الخيرية قد رصدت 20% من مساحة البلاد للتعليم، وانتشرت المدارس في مناطق عديدة من التركستان الشرقية. ومنذ أن حكمت الصين التركستان الشرقية أخدت تعمل على محاربة التعليم الإسلامي بطرق شتى، منها فرض كتب مدرسية تحارب الدين، وعمل مسرحيات تحارب العقيدة، وتربية الأطفال تربية إلحادية، وحرقت الكتب الدينية، وسخرت الإذاعة لمحاربة الدين، ومنعت التعليم الديني قانونياً، وعلقت الملصقات التي تحارب الأديان، وحرمت الصلاة والصوم، وحولت المساجد إلى متاحف. وفي الآونة الأخيرة بدأت الأوضاع العامة للمسلمين تتحسن وسمح للمسلمين باستخدام الحروف العربية في كتابتهم الإسلامية. كما بدأت حركة ترجمة لمعاني القرآن وأمهات الكتب الإسلامية إلى لغة الأويفور، ووضعت خطة لتخريج 1000 إمام في خلال 5 سنوات، وموقع التركستان الشرقية المحاط ببلدان إسلامية، وتاريخها الإسلامي، وتمتعها بأغلبية مسلمة يؤهلها لتكوين دولة إسلامية في المستقبل، ولهذا قامت السلطات الصينية بحركة قمع ضد المسلمين في التركستان الشرقية في عام 1990.[بحاجة لمصدر]

## وصلات خارجية
- لمحة عن تقرير ضربات مدمرة
- مجلة الجزيرة ملف خاص عن تركستان